# Sadyattes
Sadyattes is een geslacht van Phasmatodea uit de familie Phasmatidae. De wetenschappelijke naam van dit geslacht is voor het eerst geldig gepubliceerd in 1875 door Carl Stål.

## Soorten
Het geslacht Sadyattes omvat de volgende soorten:
- Sadyattes annulatus (Redtenbacher, 1908)
- Sadyattes borrii Stål, 1875
- Sadyattes enganensis (Redtenbacher, 1908)
- Sadyattes nigricornis (Redtenbacher, 1908)